# Єлисавета Консулова-Вазова
Єлисавета Консулова-Вазова (болг. Елисавета Консулова-Вазова; 4 грудня 1881, Пловдив — 29 серпня 1965, Софія) — одна з перших болгарських художниць. Дружина Бориса Вазова, молодшого брата письменника Івана Вазова, і мати художниці Бінки Вазова.

## Біографія
Народилася 4 грудня 1881 року в Пловдиві. У 1902 році закінчила другий курс школи мистецтв у Софії за спеціальністю «живопис» в класі Ярослава Вешіна.  У 1909-1910 роках спеціалізувалася на портретному живописі в Мюнхені в Академії Асоціації жінок-художників.
Її перша виставка в 1919 році в Софії є першою персональною виставкою жінок-художників в Болгарії. Після виставки в Празі (1931), Пльзені і Братиславі (1932), а потім в Софії в 1934 і 1956 роках.
Основним жанром в творчості художниці є портрет. Писала пастеллю, олією і акварельними фарбами. Художниця має цілий цикл картин, присвячений різноманітним квітам. Крім того, вона також є першою болгарською художницею, що зображала оголених людей.
Була одною із засновників компанії «Home Art». Розвивала громадську роботу як редактор журналу «Talk» (1934-1940), співпрацювала з журналом «Мистецтво».
У 1961 році була нагороджена орденом «Святого Кирила і Мефодія» І ступеня.